# 伊藤律会見報道事件

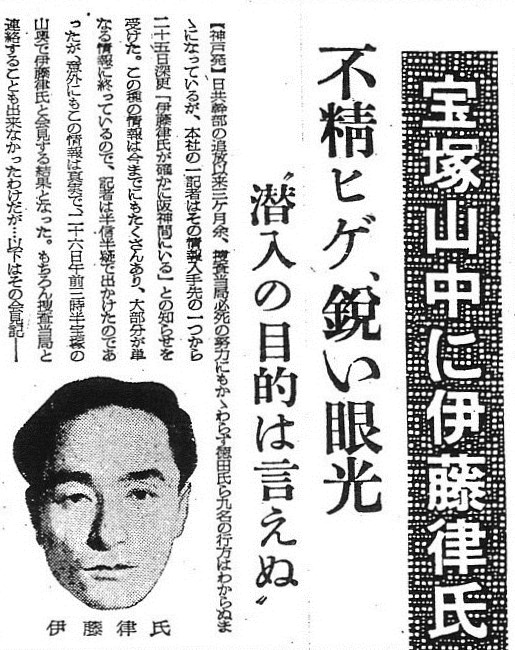
「伊藤律との会見」を報じた朝日新聞（1950年9月27日付）

伊藤律会見捏造事件（いとうりつかいけんねつぞうじけん）とは、『朝日新聞』による虚偽報道である。『朝日新聞社史』では「伊藤律架空会見記」として取り上げられている。

## 概要
1950年（昭和25年）9月27日付（26日発行）の『夕刊朝日新聞』と9月27日付の『朝日新聞』朝刊は、朝日新聞社神戸支局の記者が、当時レッドパージに関連して団体等規正令に関する出頭命令違反に絡んだ団規令事件で逮捕状が出ていて地下に潜伏中だった日本共産党幹部の伊藤律と、26日午前3時半頃に、兵庫県宝塚市の山林で数分間の単独会見に成功したと掲載した。
会見模様として伊藤の表情が書かれ、記者との一問一答まで紹介されていた。また会見の状況として、記者は目隠しされた上で潜伏先のアジトまで案内されたと説明された。
この会見記事には、伊藤の行方を追っていた警察も重大な関心を寄せることとなった。しかし、26日に法務府特別審査局次長が大阪本社編集局長・神戸支局長の立ち合いのもとに担当記者と会見したところ、最後の一時間ばかりの時間の食い違いを説明できなかったことや、本人に落ち着きがなく自信がないように見えたことから、疑惑が浮上。27日には警察が担当記者を連れて実地検証を行ったが、会見したという場所は特定できなかった。28日には、会見が行われたとされる時刻には、実際には担当記者は宝塚の旅館に泊まっていて現場にいなかったことが発覚し、ついに会見記事が完全な虚偽であったことが記者の自白により判明。朝日新聞は30日付（29日発行）の夕刊と30日付の朝刊に社告を掲載し、記事全文を取り消して陳謝した。
スクープ記事を捏造した担当記者は、9月29日、勅令第311号（占領目的阻害行為処罰令）違反容疑で逮捕されるとともに退社処分となった。このほか、大阪本社編集局長と神戸支局次長が解任（元神戸支局次長はその後、1951年8月に依願退社）、神戸支局長が依願退社、東京・西部両本社編集局長と大阪通信部長の3人が譴責処分、西部本社編集局次長ら6人が戒告処分となった。担当記者はその後に執行猶予付きの有罪判決を受けた。
担当記者は拘留された際の自供で、「動機は世間をアッといわせるような特種を書こうというニュース取材に対する競争心と功名心から」と語ったという。『朝日新聞社史』では、事件の背景として、当時、伊藤律が神戸方面にいるらしいという情報が流れていたため、治安当局が捜査活動を行うのみならず、各新聞社も激しい取材競争を行っていたこと、また、共産党幹部関係のニュースは未確認情報であっても紙面に掲載される傾向があったことを指摘している。
出稿前に、朝日新聞大阪本社通信部のデスクから、信憑性を疑う声が出たが、編集局長は現場の声に押されて掲載を決めた。朝日新聞東京本社では、さらに共産党担当記者から「伊藤がインタビューに応じる必然性がない」などの声が出たが、「大阪がそこまでがんばるなら」という声に押されて報道に踏み切った。
朝日新聞縮刷版では、この記事は非掲載となっており、該当箇所は白紙で、虚偽報道であったと「お断り」告知になっている。
また、昭和（戦後）の三大誤報のひとつとして挙げられる。
1994年（平成6年）に発行された『朝日新聞社史 昭和戦後編』は、本件を「弁解の余地がない不祥事」としている。

## 伊藤律本人の反応
当時潜伏中だった伊藤本人は晩年の書簡で、記事の掲載当時は東京におり「なかなか迫真的なこの大記事を夕刊で見て思わず吹き出した」と記している。また別の書簡では、記事掲載直後の共産党政治局会議の前に、何らかの情報漏洩を心配した志田重男が「君、これについて何か気づくことがあるかい？あれがにおったのかな？」と聞いてきたのに対し「さあ、全くの作文じゃないかね」と返答したと回想している。伊藤によるとこの記事を書いた人物（伊藤は「記者ではなく通信員」と記している）は、伊藤の第一高等学校における同級生の中学での後輩に当たり、伊藤が1948年にこの同級生の追悼会（共産党主催）で地元に行って講演した際にそれを見て、伊藤の人相や仕草などを知っていたという。